# IC 5066
IC 5066 ist eine Galaxie vom Hubble-Typ Sa: im Sternbild Pfau am Südsternhimmel. Sie ist schätzungsweise 545 Millionen Lichtjahre von der Milchstraße entfernt und hat einen Durchmesser von etwa 115.000 Lichtjahren.
Das Objekt wurde am 26. September 1900 von DeLisle Stewart entdeckt.